# Entrichella yakushimaensis
Entrichella yakushimaensis is een vlinder uit de familie wespvlinders (Sesiidae), onderfamilie Tinthiinae.
Entrichella yakushimaensis is voor het eerst wetenschappelijk beschreven door Arita in 1993. De soort komt voor in het Palearctisch gebied.